# Niklas Forsmoo
Niklas Forsmoo (født 9. april 1983) er en svensk håndboldspiller, der spiller for Team Tvis Holstebro i Håndboldligaen. 
Forsmoo har spillet 5 kampe for det svenske landshold.